# Фер-Лейкс (Вірджинія)
Фер-Лейкс (англ. Fair Lakes) — переписна місцевість (CDP) в США, в окрузі Ферфакс штату Вірджинія. Населення — 8404 особи (2020).

## Географія
Фер-Лейкс розташований за координатами 38°51′11″ пн. ш. 77°23′21″ зх. д. / 38.85306° пн. ш. 77.38917° зх. д. (38.853111, -77.389263).  За даними Бюро перепису населення США в 2010 році переписна місцевість мала площу 6,26 км², з яких 6,19 км² — суходіл та 0,06 км² — водойми.

## Демографія
Згідно з переписом 2010 року, у переписній місцевості мешкали 7942 особи в 3216 домогосподарствах у складі 1884 родин. Густота населення становила 1270 осіб/км².  Було 3358 помешкань (537/км²).
Расовий склад населення:
| - 51,8 % — білих - 33,1 % — азіатів - 8,7 % — чорних або афроамериканців - 0,2 % — корінних американців - 2,1 % — осіб інших рас |

До двох чи більше рас належало 4,1 %. Частка іспаномовних становила 7,6 % від усіх жителів.
За віковим діапазоном населення розподілялося таким чином: 23,2 % — особи молодші 18 років, 71,9 % — особи у віці 18—64 років, 4,9 % — особи у віці 65 років та старші. Медіана віку мешканця становила 32,5 року. На 100 осіб жіночої статі у переписній місцевості припадало 92,9 чоловіків;  на 100 жінок у віці від 18 років та старших — 91,0 чоловіків також старших 18 років.
Середній дохід на одне домашнє господарство  становив 138 941 долар США (медіана — 109 015), а середній дохід на одну сім'ю — 168 421 долар (медіана — 146 283). Медіана доходів становила 82 463 долари для чоловіків та 63 750 доларів для жінок. За межею бідності перебувало 3,2 % осіб, у тому числі 4,0 % дітей у віці до 18 років та 0,0 % осіб у віці 65 років та старших.
Цивільне працевлаштоване населення становило 5027 осіб. Основні галузі зайнятості: науковці, спеціалісти, менеджери — 28,4 %, освіта, охорона здоров'я та соціальна допомога — 20,7 %, публічна адміністрація — 9,7 %, фінанси, страхування та нерухомість — 9,0 %.